# Louis Hémon
Louis Hémon (Brest, Bretanya, 12 d'octubre de 1880 – Chapleau, Ontario, Canadà, 8 de juliol de 1913), fou un escriptor francès conegut principalment  per la seva novel·la Maria Chapdelaine.

## Traduccions al català
Tomàs Garcés va traduir la seva novel·la Maria Chapdelaine (1913), que es publicà a la Biblioteca Literària, en la seva etapa final a càrrec de la Llibreria Catalònia.